# Narciso Yepes
Narciso García Yepes (Llorca, 14 de novembre de 1927 - Múrcia, 3 de maig de 1997) fou un guitarrista espanyol.
Va ser un mestre de la guitarra clàssica. Als 13 anys va començar a estudiar al Conservatori de València, amb Vicente Asencio (famós pianista de l'època) 
En 1947 va interpretar el Concierto de Aranjuez de Joaquín Rodrigo, sota la direcció d'Ataúlfo Argenta. El 1952 va rescatar i arranjar una peça per a guitarra, coneguda com a Romance Anónimo o Romance d'Amour, que va ser el tema musical de la pel·lícula de René Clément, Jeux interdits.
El 1964 Yepes, en col·laboració amb el constructor de guitarres José Ramírez, crea la guitarra de 10 cordes, que entre les seves propietats compta amb la de facilitar la interpretació d'obres de música barroca (originalment escrites per a llaüt) 
En 1958 es casa amb la jove polonesa, estudiant de filosofia, Marysia Szummakowska, amb la qual tindrà tres fills: Juan de la Cruz (mort en accident), Ignacio Yepes (director d'orquestra) i Ana Yepes (ballarina).
A partir de 1993, Narciso Yepes va començar a limitar les seves aparicions públiques, a causa de problemes de salut. El seu últim concert va ser a Santander, l'1 de març de 1996. La seva gran trajectòria musical el feu mereixedor de gran quantitat de premis i mencions honorífiques.
Va morir el 3 de maig de 1997 a causa d'un càncer limfàtic.